# Kenéz László
Kenéz László (Pestszentimre, 1942. június 23. – Keszthely, 2019. június 21.) magyar szobrász, éremművész, grafikus, festő.

## Életútja
1942-ben született Pestszentimrén, gyermekkorát Kőbányán töltötte. A budapesti Képzőművészeti Gimnázium festő szakán végzett 1960-ban. Mesterei: Matzon Frigyes, Somogyi József és Szlávik Lajos. 1961 óta Budapesten, 1982-től Balatonberényben élt és dolgozott. 1970 óta foglalkozott érem és plakett mintázással, emellett szobrász és grafikusművész volt, de festett képeket is. 1990 óta a Balatonberényi Képzőművészkör rajztanára volt. 1989-ben a lektorátus megbízásából településcímereket tervezett Balatonmáriafürdő, Balatonszentgyörgy, Balatonberény és Fonyód részére.

## Köztéri alkotásaiból
- Bartók Béla  - bronz portrédombormű (Balatonberény)
- Kossuth Lajos - bronz mellszobor (Balatonberény)
- Kopjafa (Balatonberény, Székely-park)
- II. Rákóczi Ferenc  - portré festmény (Balatonberény, Művelődési Ház)

## Egyéni kiállításai
- Ferencvárosi Pincetárlat, Budapest (1973)
- Bolgár Kulturális Központ, Budapest (1974)
- Május 1. mozi, Budapest Kucs Bélával (1975)
- Vízivárosi Galéria, Budapest (1978)
- Fonyódi Alkotóház, Fonyód (1978)
- A Balaton igézete - Balatoni Múzeum, Keszthely (2012)

## Válogatott csoportos kiállítások
- I., II., VI., VII., IX., X. Országos Éremművészeti Biennálé, Sopron • (1977, 1979, 1987, 1989, 1993, 1995)
- Az érem  - Vigadó Galéria, Budapest
- FIDEM, Budapest • Versailles • Névjegyérem.

## Művei közgyűjteményekben
- British Museum, London
- Janus Pannonius Múzeum, Pécs
- Irodalmi Múzeum, Szófia
- Közlekedési Múzeum, Budapest
- Magyar Nemzeti Galéria, Budapest
- Nagy László Emlékház

## Díjai, elismerései
- A Nemzetközi Jógaszövetség díszelnökségének tagja (éremmunkákkal - 1971)
- A Bolgár Népköztársaság Kulturális bizottságának oklevele (1987)
- Szent László emlékpénz pályázat díja (1991)
- Balatonberényért Emlékérem (1999)
- Vörös József díj (2017)